# نادر حمدي (مغني)
نادر حمدي مطرب مصرى، تخرج من معهد الكونسفتوار، شارك في تأسيس فرقة واما الغنائي، تميز بالتوزيع الموسيقى وعمل مع كبار نجوم الوطن العربي كعمرو دياب، شيرين عبد الوهاب، أصالة، أنغام، حسين الجسمي وغيرهم من المطربين الكبار، ثم شارك في فيلم الأكاديمية كأول أعماله السينمائية.
ألبوم الصيف ابتدا (2019)

## أعمالة الفنية في مجال الغناء

### أغاني منفردة
- أغنية «سيبها بظروفها» من فيلم الأكاديمية (2009)
- أغنية «منسيتهاش» (2017)

### ألبومات مع فرقة واما
- يا ليل (2004)
- ياغالي عليا (2006)
- رايحه جايه (2010)
- كان ياما كان (15/5/2015)

## أعماله السينمائية

### من الأفلام
- الأكاديمية (2009)

### من المسلسلات
- أولاد آدم (1986)

## وصلات خارجية
- الموقع الرسمي
- نادر حمدي على موقع الدهليز
- نادر حمدي على موقع قاعدة بيانات الأفلام العربية
- نادر حمدي على موقع ديسكوغز (الإنجليزية)